# Antrostomus carolinensis
Antrostomus carolinensis е вид птица от семейство Caprimulgidae.

## Разпространение
Видът е разпространен в Антигуа и Барбуда, Аруба, Американските Вирджински острови, Бахамските острови, Барбадос, Белиз, Бонер, Синт Еустациус, Саба, Британските Вирджински острови, Венецуела, Гваделупа, Гватемала, Гвиана, Доминика, Доминиканската република, Канада, Кайманови острови, Колумбия, Коста Рика, Куба, Мартиника, Мексико, Монсерат, Никарагуа, Панама, Пуерто Рико, Салвадор, Сейнт Китс и Невис, Сейнт Лусия, Сейнт Винсент и Гренадини, Суринам, САЩ, Търкс и Кайкос, Френска Гвиана, Хаити и Хондурас.